# Vick Rabelo

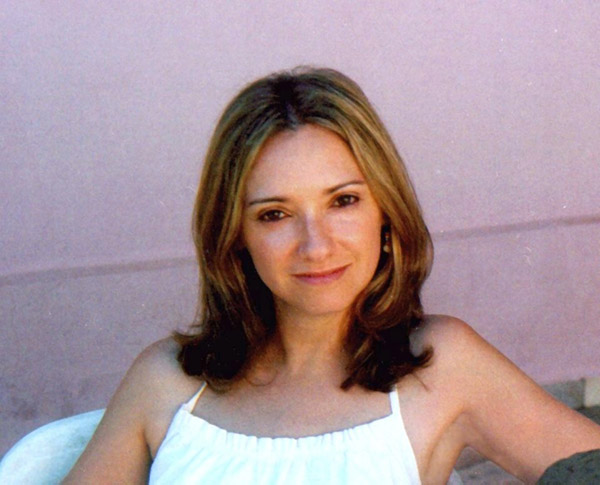
Vick Rabelo

Vick Rabelo (São Paulo, 3 de abril de 1967) é uma artista plástica abstrata brasileira.
Vick utiliza a madeira como suporte para as suas obras. Seu trabalho explora a justaposição de formas geométricas e orgânicas. O trabalho atual é de síntese, onde os volumes são limitados ao mínimo, algumas vezes sobrepondo-se. A cor tem como função remeter à ação do tempo e resgata texturas de portas e janelas em falsas perspectivas. Todos os elementos são carregados de significado como referência à memória emocional e temática da artista.

## Currículo artístico
- fevereiro de 2007 – Sua obra passa a ser exposta no Escritório de Arte Joh Mabe, de São Paulo.
- novembro de 2006 – Teve sua vida e obra registradas em um documentário produzido pela faculdade UniSalesiano de Araçatuba.
- setembro de 2006 – Fez a supervisão de produção da Mostra de Artes Visuais do Núcleo Aliança Brasil-Japão, no SESI de Birigüi, que contou com 12 artistas, incluindo Manabu Mabe.
- maio a novembro de 2006 - Expõe na galeria Patrick Bugain, em Honfleur (França), junto com nomes importantes da arte brasileira como Maria Bonomi.
- março de 2006 - Foi convidada a integrar o comitê COMCULTURA, da FIESP, como representante da região de Araçatuba.
- janeiro de 2006 – Foi selecionada para participar do Salão de Arte de Caraguatatuba
- outubro de 2005 – Foi convidada pelo presidente do Sindicato das Indústrias do Calçado e Vestuário de Birigüi para assessorar na área de artes e cultura. É responsável pela organização de exposições de artistas renomados. A primeira exposição será de obras de Manabu Mabe.
- agosto de 2005 – Sua obra foi exposta na Galeria Documenta, de São Paulo.
- janeiro de 2005 - Pintou uma tela em conjunto com o artista plástico Élon Brasil.
- dezembro de 2003 - Participou da Araçatuba Decor com escultura no hall de entrada.
- dezembro de 2002 - Foi selecionada para participar de uma coletiva na Galeria Art Mix em São João da Boa Vista/SP, entre artistas como Gustavo Rosa, Antonio Peticov, Ivald Granato e Cláudio Tozzi.
- outubro de 2001 - Exposição Individual no Café Concerto em Poços de Caldas/MG.
- 1987 a 1988 - Foi professora de artes plásticas para crianças da escola Tifferet em São Paulo/SP.
- 1986 a 1990 - Estudou Artes Plásticas na Fundação Armando Alvares Penteado - FAAP.
- 1985 a 1986 - Estudou artes com a artista mineira Antonietta Prézia.